# General Officer Commanding
General Officer Commanding (GOC) ist der militärische Titel, den ein General der Armeen des Vereinigten Königreichs und des Commonwealths (und einiger anderer Nationen wie Irland) trägt, der eine Formation befehligt. Ein General, der eine besonders bedeutende Formation kommandiert, wird auch als General Officer Commanding-in-Chief (GOC-in-C) bezeichnet.
In der Royal Air Force heißt die entsprechende Bezeichnung Air Officer Commanding, in der Royal Navy Flag Officer Commanding. Die Nomenklatur wurde unter anderem in verschiedenen Streitkräften des Commonwealth übernommen.
Die äquivalente Bezeichnung in den US-Streitkräften ist Commanding General.